# Swamped
Swamped — перший сингл гурту Lacuna Coil із альбому Comalies, що вийшов у 2004 році. Ця пісня входить до саундтреків гри Vampire: The Masquerade – Bloodlines і фільму «Оселя зла: Апокаліпсис».
Пісня зайняла 22 місце в австрійському хіт-параді у 2004 році.